# Celestino Aós Braco
Celestino Aós Braco O.F.M. Cap. (Unciti, 6 april 1945) is een Spaans geestelijke en een kardinaal van de Rooms-Katholieke Kerk, werkzaam in Chili.
Aós Braco werd geboren in de Spaanse provincie Navarra. Daar studeerde hij filosofie in Zaragoza en theologie in Pamplona. In 1964 trad hij in bij de orde der Kapucijnen, waar hij op 16 september 1967 zijn geloften aflegde en op 30 maart 1968 priester werd gewijd. Vervolgens was hij in Spanje werkzaam aan diverse onderwijsinstellingen van de rooms-katholieke kerk en in pastoraal werk.
In 1980 behaalde Aós Braco een licentiaat in de psychologie aan de universiteit van Barcelona. Hij verkreeg vervolgens een beurs om wetenschappelijk onderzoek te verrichten aan de pauselijke universiteit van Chili, waar hij in de jaren 1980 en 1981 werkzaam was. Daarna keerde hij terug naar Spanje, waar hij zijn voormalige werkzaamheden weer oppakte.
In 1983 emigreerde Aós Braco naar Chili waar hij voor zijn kloosterorde werkzaam was in diverse functies, onder meer als bisschoppelijk vicaris (voor het bisdom Valparaiso), Promotor of Justice van het tribunaal van Valparaiso, rechter in het kerkelijk tribunaal van Concepción en penningmeester van de Chileense vereniging voor kerkelijk recht.
Op 25 juli 2014 werd Aós Braco benoemd tot bisschop van Copiapó; zijn bisschopswijding vond plaats op 18 oktober 2014.
Op 23 maart 2019 volgde de benoeming van Aós Braco als apostolisch administrator van het aartsbisdom Santiago. Op 27 december 2019 werd hij benoemd tot aartsbisschop van dit bisdom, waardoor hij de facto primaat van Chili werd.
Aós Braco werd tijdens het consistorie van 28 november 2020 kardinaal gecreëerd. Hij kreeg de rang van kardinaal-priester. Zijn titelkerk werd de Santi Nereo e Achilleo.
Aós Braco ging op 25 oktober 2023 met emeritaat. Op 6 april 2025 verloor hij - in verband met het bereiken van de 80-jarige leeftijd - het recht om deel te nemen aan een toekomstig conclaaf. 